# Kapela sv. Vida u Predavcu
Kapela sv. Vida u Predavcu rimokatolička je kapela u Predavcu kraj Bjelovara, u Bjelovarsko-bilogorskoj županiji.
Jednobrodna je građevina pravokutnog tlocrta sa zaobljenim svetištem, uz koje je na zapadnoj strani 1997. godine dograđena sakristija, te zvonikom u središnjoj osi glavnog pročelja. Brod je svođen češkim kapama, apsida polukalotom, a sakristija ravnim stropom. Pjevalište je uz južni pročelni zid, od broda ograđeno ravnom, drvenom ogradom. Krovište je dvostrešno, pokriveno utorenim crijepom, a zvonik limenom lukovicom. Inventaru iz vremena gradnje kapele pripadaju glavni i dva bočna oltara posvećeni sv. Vidu, sv. Iliji i sv. Roku. Zidne plohe eksterijera ritmizirane su pilastrima koji se izmjenjuju sa zaobljenim prozorskim otvorima i nišama. Stilski, crkva se veže uz klasicizam.
Današnja kapela građena je od 1847. do 1850. godine, te je 1882. godine dobila novi oltar sv. Vida. Kapela je 1893. godine temeljito obnovljena, a 1896. godine dobiva novi crijep.

## Zaštita
Pod oznakom Z-2925 vodi se kao nepokretno kulturno dobro - pojedinačno, pravnog statusa zaštićena kulturnog dobra, klasificirano kao "sakralna graditeljska baština".

## Galerija
- Kapela sv. Vida sprijeda.
- Kapela sv. Vida sa strane.